# 蔣氏 (鍾士雄母)
钟士雄母蒋氏（?—?），隋朝人物，出自临贺（今广西壮族自治区贺州市东南贺街）蒋氏。
钟士雄在南陈担任伏波将军。陈后主因为钟士雄为岭南酋帅，担心他靠不住，经常把蒋氏在京城作为人质。隋朝晋王杨广平江南，因为钟士雄在岭表，想要用恩义招揽他，派遣蒋氏回到临贺郡。不久，同郡虞子茂、钟文华等作乱，举兵攻城，派人招揽钟士雄，钟士雄打算前往。蒋氏对钟士雄说：“我以前在扬都，历尝辛苦。现在遭逢圣化，母子聚集，献上生命不能报答，怎么能造逆！你如果像禽兽一样没有良心，背德忘义，我当自杀在你面前。”钟士雄于是停止。蒋氏再写信给虞子茂等人，晓谕福祸。虞子茂不从，被官军所败。隋文帝听说蒋氏，感到惊异，封为安乐县君。当时尹州寡妇胡氏也有志节，被家族所重。当江南之乱，劝告宗亲，都守险不从叛逆，封为密陵郡君。

## 延伸阅读
[在维基数据编辑]
 《北史·卷091》，出自李延壽《北史》
 《隋書·卷80》，出自魏徵《隋书》